# Fox Atomic
Fox Atomic — колишній лейбл компанії 20th Century Fox (укр. Двадцяте століття Фокс), заснований у 2006. Спеціалізувався на фільмах жанру комедії та жахів.
У 2008 закрила всі свої підрозділи з маркетингу, а у 2009 році сам лейбл був закритий, через відсутність достатньої кількості успішних кінострічок. Всі незавершені проекти компанії були передані іншим структурним підрозділам 20th Century Fox.

## Фільми
- Туристас (2006)
- Пагорби мають очі-2 (2007)
- 28 тижнів потому (2007)
- Мстителі (2007)
- Голий барабанщик (2008)
- Місс Березня (2009)
- Ніч з Бет Купер (2009)
- Тіло Дженніфер (2009)